# Oer-Erkenschwick
Oer-Erkenschwick (spreek uit: Oor-Erkensjwiek) is een stad en gemeente in de Duitse deelstaat Noordrijn-Westfalen, gelegen in de Kreis Recklinghausen. De gemeente telt 31.532 inwoners (31 december 2020) op een oppervlakte van 38,67 km².

## Stadsdelen
- Honermann-Siedlung of Siepen in het uiterste westen tegen Recklinghausen aan
- Oer in het westen
- Erkenschwick in het midden, waarvan Groß-Erkenschwick de zuidelijke helft en Klein-Erkenschwick de noordelijke helft vormt
- Rapen in het oosten
- Haard in het noord-noordwesten dat bestaat uit het grootste deel van het vrijwel onbewoonde heuvelbos Die Haard.

## Ligging, verkeer, vervoer

### Aangrenzende gemeenten
| Aangrenzende gemeenten | Aangrenzende gemeenten | Aangrenzende gemeenten | Aangrenzende gemeenten | Aangrenzende gemeenten |
| ---------------------- | ---------------------- | ---------------------- | ---------------------- | ---------------------- |
|                        |                        | Haltern am See         |                        |                        |
|                        |                        |                        |                        |                        |
| Marl                   | Datteln                |                        |                        |                        |
|                        |                        |                        |                        |                        |
|                        |                        | Recklinghausen         |                        |                        |

## Wegverkeer
De gemeente ligt ietwat terzijde van de echt grote wegen. De Autobahn A2 (Kreuz Oberhausen -Bielefeld) heeft twee afritten (nr.  10 Recklinghausen-Ost en 11 Henrichenburg) die binnen 8 km van Oer-Erkenschwick verwijderd zijn. De Bundesstraße 235 loopt door Datteln, 5 km ten oosten van de gemeente.

### Openbaar vervoer
Oer-Erkenschwick is karig bedeeld met openbaar vervoer. Spoorwegen zijn er niet, men is aangewezen op lijnbussen naar Recklinghausen en andere omliggende plaatsen.

## Geschiedenis
De plaatsen in de huidige gemeente zijn alle van oorsprong boerendorpen; Oer wordt in 1144 voor het eerst in een document vermeld, Rapen in 1140. In de middeleeuwen was Oer t/m de 14e eeuw zetel en residentie van een klein graafschap. De graven van Oer waren ministerialen van het Prinsbisdom Keulen . Als zodanig werden zij al spoedig ook onderworpen aan het Vest Recklinghausen, dat wel onderhorig bleef aan de Keulse vorstbisschoppen. Deze situatie duurde tot aan de Napoleontische tijd. Mede daardoor zijn de christenen in de gemeente overwegend rooms-katholiek. Na 1815 kwam de gemeente, zoals geheel Westfalen, in het Koninkrijk Pruisen en vanaf 1871 in het Duitse Keizerrijk te liggen.
In de late 19e eeuw werd Oer-Erkenschwick, evenals omliggende plaatsen, door de komst van spoorwegen en later ook scheepvaartkanalen, en door de exploitatie van de in de bodem aanwezige steenkool, snel een voor het Ruhrgebied typisch industriestadje.  Van 1904 tot 1997 (de laatste 5 jaar als bedrijfsonderdeel van een andere mijn uit Recklinghausen) was de steenkoolmijn Ewald Fortsetzung in bedrijf. Van 1911 tot 1984 was hier ook een cokesfabriek bij. De mijn, waar kort na de Tweede Wereldoorlog maximaal bijna 4.500 mensen werkten, drukte een groot stempel op de plaats; voor de huisvesting der mijnwerkers was een groot aantal nieuwe woningen nodig, alsmede andere voorzieningen.
De gemeente Oer-Erkenschwick werd op 1 april 1926 opgericht en bestond uit (delen van) de gemeenten Datteln, Oer en Recklinghausen-Land. Op 2 maart 1953 kreeg Oer-Erkenschwick stadsrechten. Beroemd in de 1950er jaren was de -door de kolenmijn gesponsorde-  voetbalclub SpVgg Erkenschwick, die voor de invoering van het profvoetbal op hoog niveau speelde, en enkele sterke spelers, hoewel nimmer internationals voortbracht. 
Na de mijnsluitingen eind 20e eeuw ontstond grote werkloosheid in de gemeente. Anno 2019 is deze nog steeds groter dan in andere plaatsen in de directe omgeving.
Rond 2012 was de gemeente Oer-Erkenschwick één der Duitse overheidsorganisaties, die via de bank WestLB speculatieve geldhandelingen verrichtten. In 2015 was Oer-Erkenschwick een van de weinige overheden, die hierover volledige openheid van zaken gaven. Met speculaties via kredieten in Zwitserse franken werd door de gemeente een verlies van 35 miljoen euro geleden.

## Economie
De belangrijkste werkgeefster van de stad is Worstfabriek Barfuss GmbH, onderdeel van het Münsteraner Westfleisch-concern.
Verder is er een aantal groothandelsbedrijven van regionaal belang in de plaats gevestigd, alsmede het bij een plaats van deze omvang behorende lokale midden- en kleinbedrijf.
In de stad zijn na de mijnsluitingen veel werkloze en gepensioneerde mijnwerkers blijven wonen. Dit leidde tot de ontwikkeling van Oer-Erkenschwick in de richting van een woonforensengemeente met een sterkere vergrijzing dan in de omliggende plaatsen.
Het natuurschoon in de omgeving en de belangstelling voor industrieel erfgoed hebben enig bescheiden toerisme doen ontstaan. 

## Bezienswaardigheden, toerisme, natuurschoon
- De heuvelrug Die Haard is geschikt voor het maken van mooie boswandelingen. Vanaf de Stimberg (157 m boven zeeniveau), die door Oer-Erkenschwick als de huisberg van de gemeente wordt beschouwd (o.a. het plaatselijke voetbalstadion is ernaar genoemd), heeft men een fraai uitzicht.
- De 129 m hoge voormalige mijnafvalberg Halde Ewald Fortsetzung (oppervlakte 44,5 hectare)  is nu een deels bebost, deels met rozenstruiken e.d. beplant stadspark en recreatieterrein.

## Partnergemeenten
- North Tyneside (Groot-Brittannië)
- Halluin (Frankrijk)
- Kočevje (Slovenië)
- Lübbenau (Duitsland, deelstaat Brandenburg)
- Oba, een stadsdeel van Alanya,  (Turkije)
- Pniewy (Polen)

## Afbeeldingen

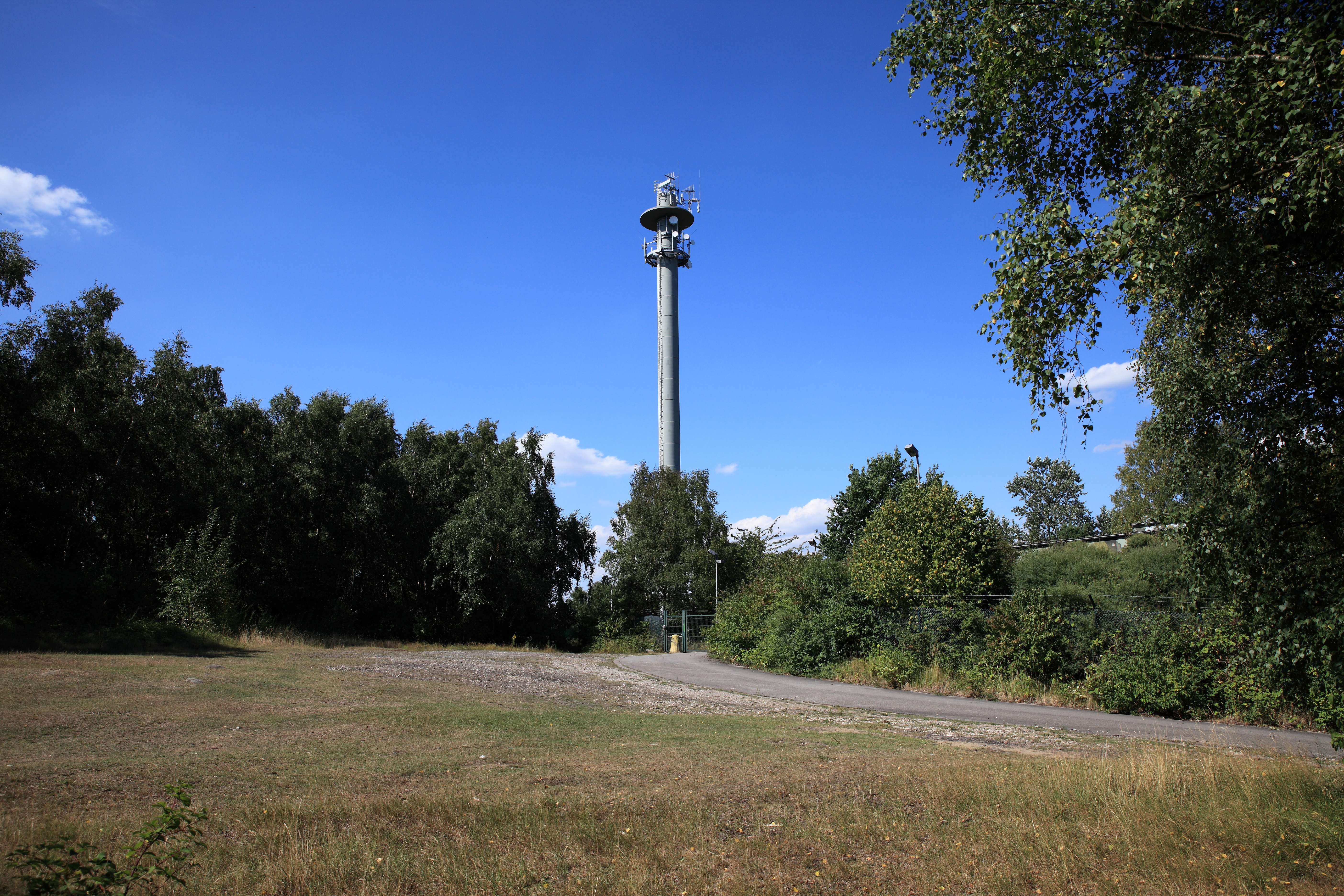
Zendmast op de Stimberg (Die Haard)
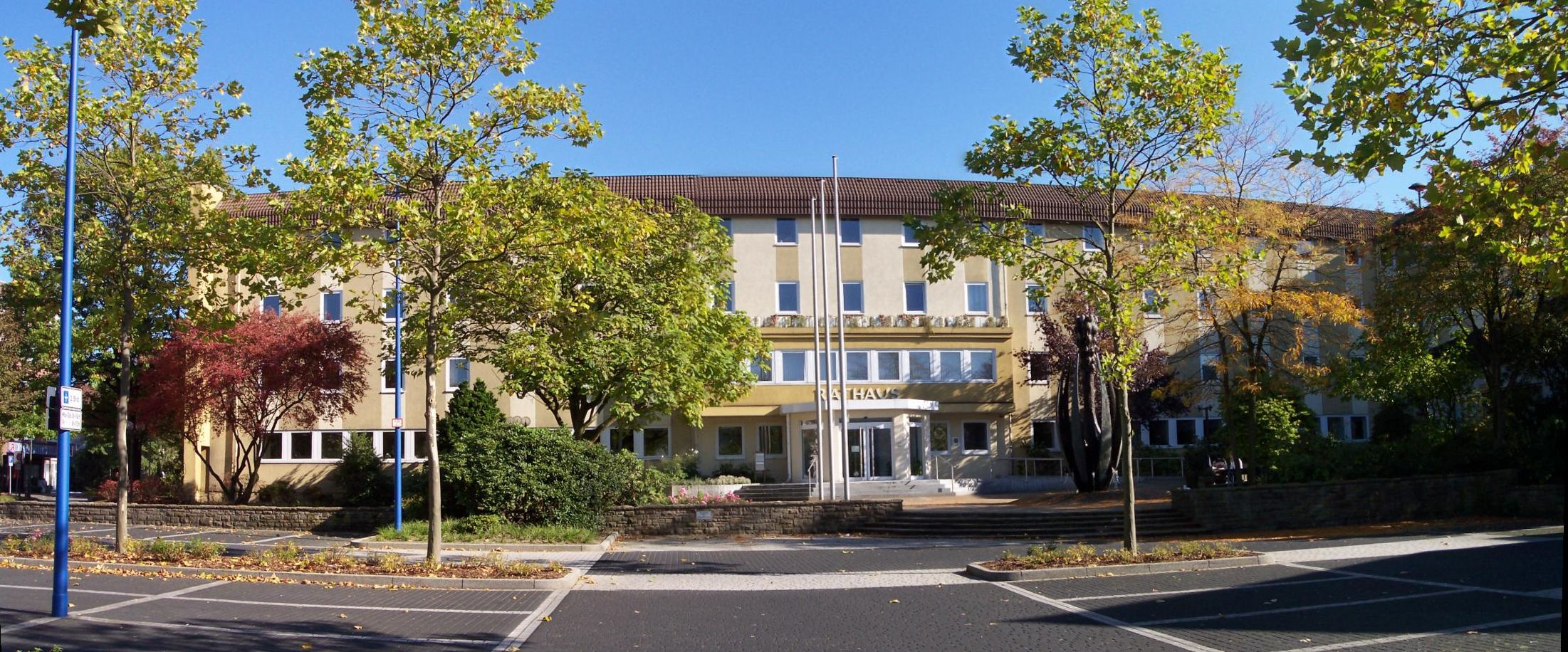
Gemeentehuis
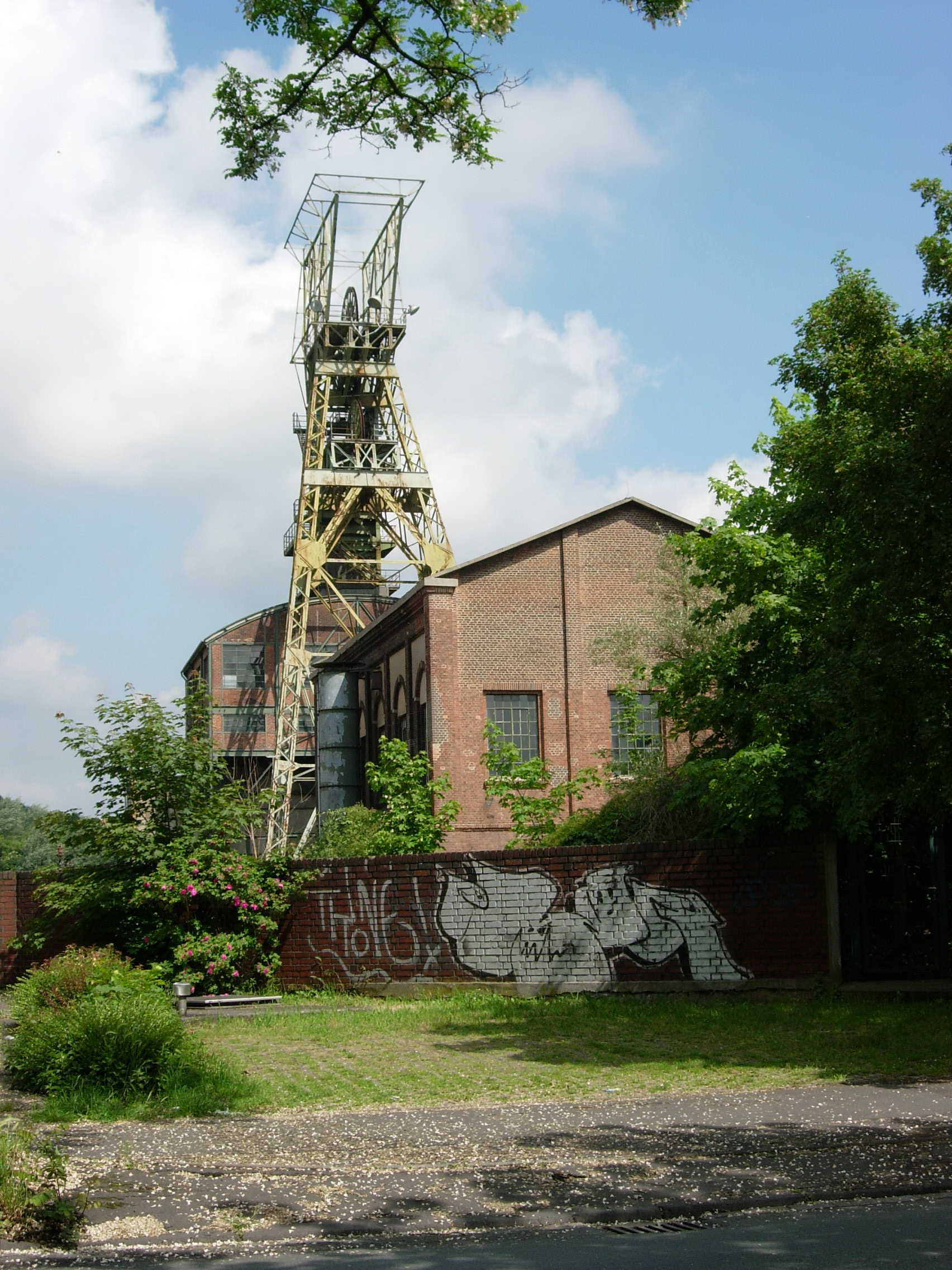
Mijnschacht mijn Ewald-Fortsetzung

Castrop-Rauxel ·
Datteln ·
Dorsten ·
Gladbeck ·
Haltern am See ·
Herten ·
Marl ·
Oer-Erkenschwick ·
Recklinghausen ·
Waltrop